# Proces glebotwórczy
Proces glebotwórczy – zespół zjawisk fizycznych, chemicznych, biochemicznych i biologicznych zachodzących w wierzchnich warstwach skorupy ziemskiej powodujący przekształcanie skały macierzystej w glebę określonego typu oraz dalszy jej rozwój.
Procesy te zachodzą pod wpływem czynników glebotwórczych: skały macierzystej, klimatu, wody, organizmów żywych, w tym człowieka, a także ukształtowania terenu i upływu czasu.
Istotą powstawania gleby jest stopniowa przemiana „martwej” skały lub zwietrzeliny skalnej w urodzajną glebę, która jest środowiskiem życia i umożliwia rozwój roślin. Odbywa się to przez wiele różnych procesów cząstkowych. Zespół procesów cząstkowych, które prowadzą do powstania określonego typu gleby nazywamy procesem glebotwórczym (np. brunatnienie, bielicowanie). W obrębie określonych procesów glebotwórczych mogą częściowo zachodzić te same procesy cząstkowe, lecz z inną intensywnością, jednocześnie na glebę określonego typu, oprócz najważniejszego procesu ją tworzącego, mogą działać dodatkowo inne procesy (co często prowadzi do powstania podtypów, np. na glebę brunatną powstałą przez proces brunatnienia nakłada się proces glejowy). Procesy glebotwórcze zazwyczaj przebiegają na tyle wolno, że nie obserwuje się ich bezpośrednio, a jedynie ich skutki.
Istotą procesów zachodzących w glebie jest nieustanny przepływ energii i wymiana materii między glebą a atmosferą, wodą glebową, materiałem macierzystym i żywymi organizmami. Ogólnie procesy te obejmują przemiany w mineralnym tworzywie gleby (wietrzenie i tworzenie się minerałów), przemiany materii organicznej (humifikacja i mineralizacja), a także przemieszczanie się składników oraz wytrącanie się ich w obrębie profilu glebowego.
Zwiększając stopień szczegółowości do grona fizycznych, chemicznych, biochemicznych i biologicznych procesów cząstkowych mogących zachodzić w glebie można zaliczyć: humifikację i odkładanie się próchnicy, powstawanie wtórnych minerałów ilastych, tworzenie trwałych połączeń próchniczno-ilastych lub próchniczno-ilasto-żelazistych, wietrzenie chemiczne lub fizyczne i rozpad minerałów pierwotnych, przemiany minerałów ilastych, ługowanie kationów zasadowych, przemieszczanie w głąb gleby cząstek mineralnych, próchnicy, tlenków i wodorotlenków metali, wytrącanie się z roztworu glebowego związków organicznych, mineralnych lub pierwiastków, procesy redukcji lub utleniania, tlenowy lub beztlenowy rozkład substancji organicznej (mineralizacja), biologiczna akumulacja pierwiastków, akumulacja deluwiów u podnóży stoków, akumulacja aluwiów w dolinach rzek, narastanie torfu i inne.
Uogólniając zagadnienie proces glebotwórczy można podzielić na dwa etapy:
1. wytworzenie substratu glebowego w wyniku: wietrzenia; procesów aluwialnych, deluwialnych, eolicznych oraz gromadzenia się osadów polodowcowych, torfów, namułów i gytii.
2. przekształcenie substratu glebowego w glebę m.in. przy udziale organizmów glebowych.

## Procesy zachodzące m.in. w glebach Polski

### Inicjalny
Zachodzi z udziałem pionierskich zbiorowisk drobnoustrojów, mchów, porostów itp. powodujące powstawanie gleb prymitywnych, np. litosoli, regosoli, których poziom próchniczny jest o niewielkiej miąższości, zwykle do 5 cm

### Darniowy (czarnoziemny)
Zachodzi pod wpływem gęstej sieci korzeni trawiastej roślinności, która przyczynia się do rozluźnienia masy glebowej, uformowania struktury drobnoagregatowej i rozwoju wyraźnego poziomu próchnicznego

### Brunatnienia
Stopniowy rozkład krzemianów i glinokrzemianów i uwalnianie się związków żelaza i glinu, które następnie wraz z kwasami próchnicznymi otaczają ziarna gleby nadając im brunatną barwę, co prowadzi do powstania poziomu brunatnienia

### Przemywania (płowienia, lessiważu, lessivage)
Przemieszczanie się w głąb profilu glebowego wymytych z wyżej leżących poziomów cząstek iłu koloidalnego, bez ich uprzedniego rozkładu, i osadzeniu ich w poziomie iluwialnym

### Rdzawienia
Stopniowy rozkład krzemianów i glinokrzemianów w glebach piaszczystych, uwalnianie związków żelaza i glinu i tworzeniu się na ziarnach mineralnych rdzawych otoczek składających się z kompleksów próchnicy z półtoratlenkami i pewną ilością wolnych tlenków żelaza i glinu, co prowadzi do powstania poziomu rdzawienia

### Bielicowania
Rozkład krzemianów i glinokrzemianów w glebach piaszczystych i wymywanie jego produktów wraz z kwasami próchnicznymi w głąb profilu, co prowadzi do powstania wybielonego poziomu eluwialnego i leżącego poniżej rdzawo-ciemnobrunatnego poziomu iluwialnego
Patrz: Bielicowanie

### Oglejenia
Redukcja (odtlenianie) różnych związków mineralnych w glebie w warunkach dużej wilgotności, nadająca glebie charakterystyczne niebieskozielonkawe zabarwienie (głównie od zredukowanego żelaza) i zwiększająca rozpuszczalność i ruchliwość niektórych związków, co nieraz prowadzi do wytrącania konkrecji żelazisto-manganowych
- bagienny (torfienia, mułowy) – gromadzenie się i humifikacja szczątków roślin bagiennych w warunkach stałego, nadmiernego uwilgotnienia (anaerobiozy); w zależności od intensywności i długotrwałości warunków beztlenowych powstają utwory całkowicie zhumifikowane, zwane mułami, lub o częściowej humifikacji, zwane torfami
- murszenia – fizyczne i biochemiczne zmiany zachodzące w odwodnionych warstwach gleb organicznych (torfowych, mułowych, gytiowych) polegające na humifikacji i częściowej mineralizacji masy organicznej w warunkach tlenowych, prowadzące do wytworzenia poziomu murszowego o strukturze drobnoagregatowej
- wertylizacji – cykliczne zmiany objętości materiału glebowego pod wpływem zmian wilgotności w glebach ze znaczną ilością pęczniejących minerałów ilastych powodujące powstanie głębokich szczelin lub ściskanie i wypychanie materiału tworzące, dochodzące do kilkudziesięciu cm, wyniesienia i obniżenia[2] [3] [4]

## Procesy nie zachodzące na obszarze Polski

### Ferralityzacji (lateryzacji)
Wysokie opady i temperatura klimatu tropikalnego powodują hydrolizę i wypłukanie większości minerałów poza profil pozostawiając głównie wtórne tlenki żelaza i glinu i kaolinit, które tworzą poziom diagnostyczny ferralic – powstają czerwone i czerwonożółte gleby ferralitowe

### Salinizacji (zasolenia)
W suchym klimacie podsiąkające w glebie wody kapilarne wynoszą łatwo rozpuszczalne w wodzie sole, które wytrącają się w/na powierzchniowych poziomach tworząc poziom salic – powstają sołonczaki

### Sołonizacji (alkalizacji, sołońcowania)
Wymycie z górnej części profilu soli łatwo rozpuszczalnych w wodzie, dominacja jonów sodu w kompleksie sorpcyjnym powoduje dyspersje koloidów mineralnych i organicznych i wymycie ich w głąb, gdzie akumulują się w diagnostycznym poziomie natric – powstają sołońce

### Sołodyzacji
Zachodzi w sołońcach po zwiększeniu wilgotności klimatu: wymycie z górnej części profilu jonów sodu z kompleksu sorpcyjnego oraz frakcji iłu i tlenków metali prowadzi do powstania kwaśnego poziomu wymycia albic, sole łatwo rozpuszczalne w wodzie oraz alkaliczny poziom akumulacji natric są wmywane nieco głęniej – powstają sołodie 